# Ayuda divina

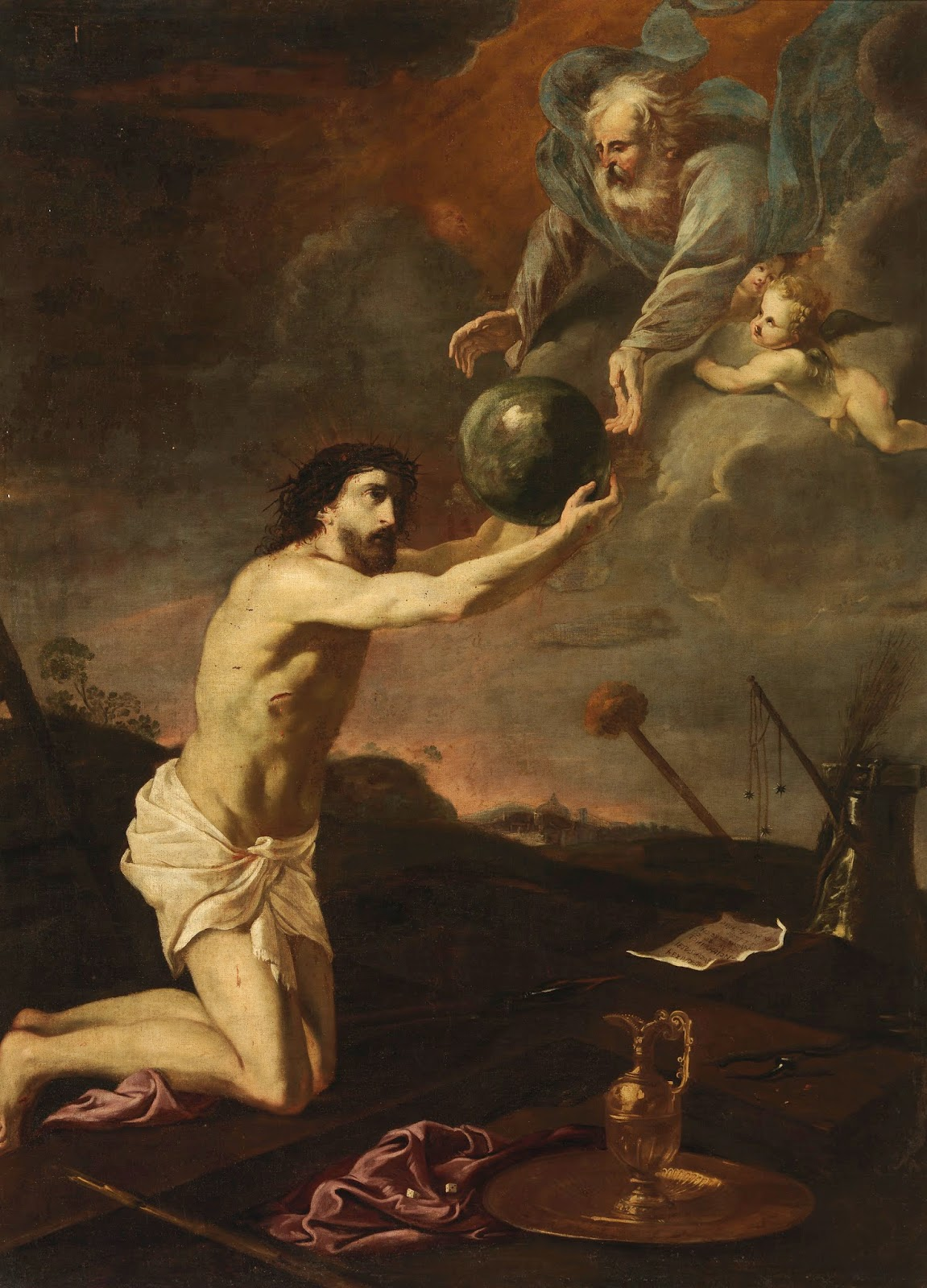
Jesucristo recibe el mundo de manos de Dios Padre. 1657. Antonio Arias

La ayuda divina es un concepto que se refiere a la asistencia o apoyo recibido de una deidad o fuerza superior, generalmente asociada con Dios en diversas tradiciones religiosas. Este apoyo puede manifestarse de distintas maneras según la persona o religión, como protección, guía espiritual, intervención directa o consuelo durante tiempos difíciles.

## Contexto religioso
En muchas religiones, la ayuda divina es vista como una manifestación de la voluntad de una Deidad o de los dioses para intervenir en la vida de los seres humanos. En el cristianismo, por ejemplo, se cree que la ayuda divina se ofrece a través de la oración, la fe y la gracia de un ser superior. En el islam, la ayuda divina se busca mediante la sumisión a la voluntad de Alá, y se cree que la respuesta divina llega a través de la paciencia, la oración y el arrepentimiento.

### Manifestaciones de la ayuda divina
La ayuda divina puede adoptar varias formas, que incluyen:
- Intervención directa: En algunas creencias, se considera que la deidad interviene directamente en los asuntos humanos, realizando milagros o cambiando circunstancias de manera sobrenatural.
- Guía espiritual: La ayuda divina también puede interpretarse como una orientación interna, una voz o impulso que lleva a la persona a tomar decisiones sabias y correctas.
- Protección y consuelo: En tiempos de sufrimiento o dolor, muchos creyentes confían en que la ayuda divina les brindará consuelo emocional, fortaleza espiritual y protección ante peligros.

### Ayuda divina en tradiciones religiosas
- Judaísmo: En la teología judía, la omnipotencia de Dios no solo significa que sabe todo lo que ocurre, sino que además lo supervisa e interviene continuamente. El término Hasgajá Elohit (השגחה אלוהית) se refiere a la intervención divina en general, mientras que Hasgajá Pratit (השגחה פרטית) trata de una intervención divina particular.[3]
- Cristianismo: En la teología cristiana, se considera que Dios ofrece ayuda divina a través de la oración, la fe en Jesucristo y el Espíritu Santo. Los creyentes confían en que Dios interviene en sus vidas para guiarlos y protegerlos.[4]
- Islam: En el islam, la ayuda divina se busca mediante la sumisión a la voluntad de Alá, quien otorga ayuda a los creyentes que confían en Él. La oración (salat) es una de las principales formas de pedir asistencia divina.[5]
- Hinduismo: En el hinduismo, la ayuda divina puede ser recibida a través de los dioses y diosas, siendo cada uno de ellos una manifestación de la divinidad suprema. Los devotos buscan la gracia divina a través de rituales y devoción.
- Budismo: Aunque el budismo no se centra en un dios creador, se cree que la ayuda divina puede manifestarse en la forma de seres iluminados, como los bodhisattvas, quienes guían a los practicantes en su camino hacia la iluminación.[6]
- Existen otras religiones y creencias que pueden abordar diferentes términos de ayuda divina como el Sijismo

## Criticas y controversias
Algunos críticos argumentan que la noción de ayuda divina puede ser utilizada para explicar eventos no comprendidos o para justificar la falta de intervención en situaciones de sufrimiento. En algunos casos, se señala que la ayuda divina puede ser interpretada de manera subjetiva, dependiendo de las creencias individuales.